# Norbert Müller (Politiker)

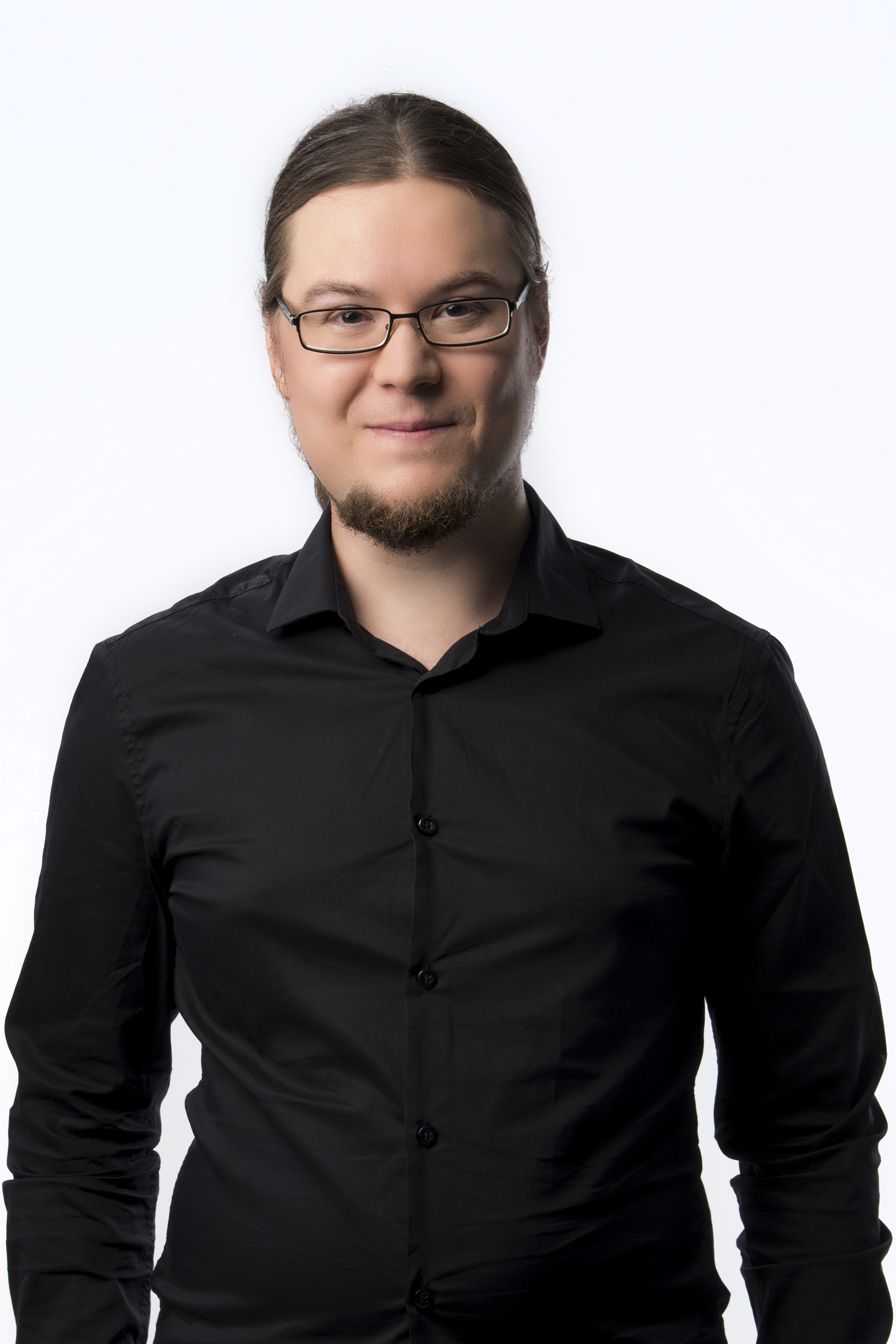
Norbert Müller (2015)

Norbert Müller (* 10. Februar 1986 in Wriezen) ist ein deutscher Politiker (Die Linke). Norbert Müller war vom Dezember 2014 bis zum September 2021 Mitglied des Deutschen Bundestages. Er war Kinder- und Jugendpolitischer Sprecher der Linksfraktion im Deutschen Bundestag und ab Januar 2016 Vorsitzender der Kinderkommission des Deutschen Bundestages.

## Ausbildung
Müller wuchs in Strausberg auf. Seit dem Abitur im Jahr 2005 studiert Norbert Müller an der Universität Potsdam Geschichte sowie Lebensgestaltung-Ethik-Religionskunde auf Lehramt.

## Politische Karriere
Von 2010 bis 2013 war er Mitarbeiter der Europaabgeordneten Sabine Wils.
Norbert Müller trat 2002 in die PDS ein, seit 2012 ist er stellvertretender Landesvorsitzender der Partei Die Linke Brandenburg. Von 2010 bis 2013 war er Geschäftsführer der gewerkschaftsnahen Parteiströmung Sozialistische Linke. Von 2010 bis 2011 war Müller Bundessprecher der Linksjugend ['solid].
Norbert Müller war von 2013 bis zum Ende der 4. Wahlperiode im Herbst 2014 Mitglied des Brandenburger Landtages.
Zur Bundestagswahl 2013 trat Norbert Müller auf Platz 6 der Landesliste der Partei Die Linke in Brandenburg an und kandidierte im Bundestagswahlkreis 61. Dabei erzielte er 20,0 % der Erststimmen.
Nach der Landtagswahl am 14. September 2014 in Brandenburg wurde das brandenburgische Mitglied des Bundestages Diana Golze Arbeits- und Sozialministerin im Kabinett Woidke II des Landes Brandenburg und legte daraufhin ihr Bundestagsmandat nieder. Norbert Müller rückte als erster Nachrücker für sie im Dezember 2014 in den Bundestag nach. Müller ist im 19. Deutschen Bundestag Obmann des Ausschusses Familie, Senioren, Frauen und Jugend und stellvertretendes Mitglied im Petitionsausschuss, im Ausschuss für Bildung, Forschung und Technikfolgenabschätzung, sowie in der Enquete-Kommission "Berufliche Bildung". Seit September 2020 war er Vorsitzender der Kinderkommission des Deutschen Bundestages. Dieses Amt hatte er bereits 2016 inne.
Er ist Mitglied der Roten Hilfe, was nach einer parlamentarischen Anfrage der CDU-Opposition 2013 zu einer öffentlichen Diskussion führte.
Im Oktober 2016 wurde Müller von der parlamentarischen Geschäftsführung seiner Bundestagsfraktion wegen einer relativ intensiven Nutzung der Fahrbereitschaft des Bundestages ermahnt. Müller hatte seit Ende 2014 die Fahrbereitschaft des Bundestages 60 Mal für Fahrten in das Berliner Umland genutzt, in dem er seinen Wohnsitz hat.
Am 26. November 2016 wurde er von der Delegiertenversammlung der Linkspartei Brandenburg auf den vierten Platz der Landesliste für die Bundestagswahl 2017 gewählt und zog über diesen Listenplatz in den Bundestag ein. Zum 20. Deutschen Bundestag kandidierte Norbert Müller im Wahlkreis 61, aber nicht auf der Landesliste, und verlor sein Mandat.
Im Sommer 2022 trat er gemeinsam mit Anja Kreisel als Teil einer Doppelspitze für den Landesvorsitz der Linken in Brandenburg an. Beide unterlagen hierbei klar gegen Katharina Slanina und Sebastian Walter.

## Privates
Norbert Müller lebt in Potsdam-Fahrland, ist verheiratet und hat vier Kinder.